# Тілугі бразильський
Тілу́гі бразильський (Drymophila ochropyga) — вид горобцеподібних птахів родини сорокушових (Thamnophilidae). Ендемік Бразилії.

## Опис
Довжина птаха становить 12,5-23,5. Виду притаманний статевий диморфізм. У самців голова чорна, над очима білі "брови", щоки пістряві, чорно-білі. Спина сіра, крила чорнуваті, хвіст чорний. Горло біле, поцятковане чорними смужками, нижня частина тіла пістрява, чорно-біла. Боки і живіт руді, надхвістя світло-руде. У самиць тім'я поцятковане охристими смужками, спина оливково-сіра, нижня частина тіла тьмяніша, менш пістрява.

## Поширення і екологія
Бразильські тілугі мешкають на південному сході Бразилії, від центральної і східної Баїї, східного Мінас-Жерайсу і Еспіріту-Санту до східного Сан-Паулу, східної Парани і східної Санта-Катарини. Вони живуть в густому бамбуковому підліску рівнинних і гірських атлантичних лісів. Зустрічаються на висоті від 600 до 1300 м над рівнем моря.

## Збереження
МСОП класифікує стан збереження цього виду як близький до загрозливого. Бразильським тілугі загрожує знищення природного середовища.